# Distretto di Khogyani (Ghazni)
Il distretto di Khogyani è un distretto dell'Afghanistan appartenente alla provincia di Ghazni. Viene stimata una popolazione di 10 124 abitanti (stima 2016-17).